# Rhachoepalpus ochripes
Rhachoepalpus ochripes là một loài ruồi trong họ Tachinidae.